# Trophée Lionel-Conacher
Le trophée Lionel-Conacher (en anglais : Lionel Conacher Award) récompense chaque année un athlète canadien masculin.

## Origine du nom
En 1950, Lionel Conacher athlète complet originaire de Toronto est élu athlète de la première moitié du XXe siècle. Le titre d'athlète masculin de l'année prend alors le nom de Lionel-Conacher.

## Histoire
Ce trophée est remis depuis 1932. Le joueur par excellenmce est déterminé par un vote de journalistes de la Presse canadienne. À partir de 1936, le vainqueur du trophée Lionel-Conacher est habituellement en compétition avec l'athlète féminine de la saison, ayant reçu le prix Bobbie-Rosenfeld, pour remporter le trophée Étoile du Nord (anciennement appelé le trophée Lou-Marsh). 
Wayne Gretzky est le joueur ayant gagné le plus souvent le trophée avec sept acquisitions, dont quatre consécutives, en plus de se mériter à quatre reprises le trophée Étoile du Nord.

## Liste des récipiendaires
Le chiffre entre parenthèses indique le nombre de fois qu'un récipiendaire multiple a reçu le prix. Les noms en caractères gras sont les athlètes ayant aussi remporté le trophée Étoile du Nord.
- 1932 - Ross Somerville, golf
- 1933 - Dave Komonen, athlétisme
- 1934 - Harold Webster, athlétisme
- 1935 - Robert Rankine, athlétisme
- 1936 - Phil Edwards, athlétisme
- 1937 - Syl Apps, hockey sur glace

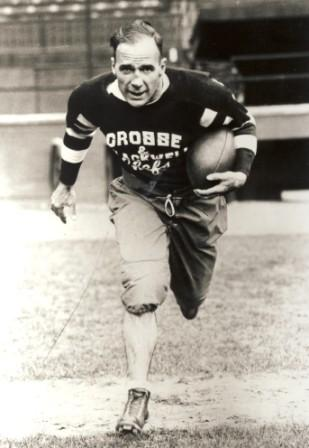
Le trophée prend le nom de l'athlète multidisciplinaire Lionel Conacher.

- 1938 - Hugh Stirling, football canadien
- 1939 - Fritz Hanson, football canadien
- 1940 - Gérard Côté, athlétisme
- 1941 - Tony Golab, football canadien
- 1942 à 1945 - Pas de trophée remis
- 1946 - Joe Krol, hockey sur glace (1)
- 1947 - Joe Krol, hockey sur glace (2)
- 1948 - Buddy O'Connor, hockey sur glace

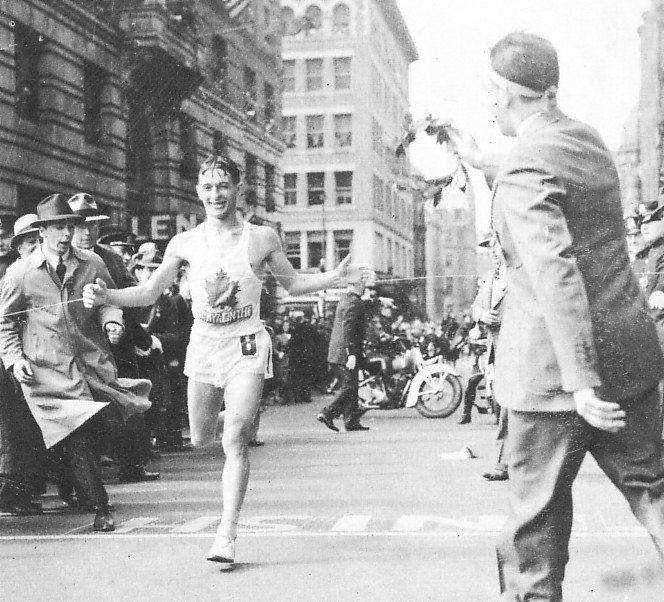
Victoire de Gérard Côté au marathon de Boston en 1940.

- 1949 - Frank Filchock, football canadien
- 1950 - Lionel Conacher, athlète de la première moitié du siècle
- 1951 - Pas de trophée remis
- 1952 - Maurice Richard, hockey sur glace (1)
- 1953 - Doug Hepburn, haltérophilie
- 1954 - Rich Ferguson, athlétisme
- 1955 - Normie Kwong, football canadien
- 1956 - Jean Béliveau, hockey sur glace
- 1957 - Maurice Richard, hockey sur glace (2)
- 1958 - Maurice Richard, hockey sur glace (3)

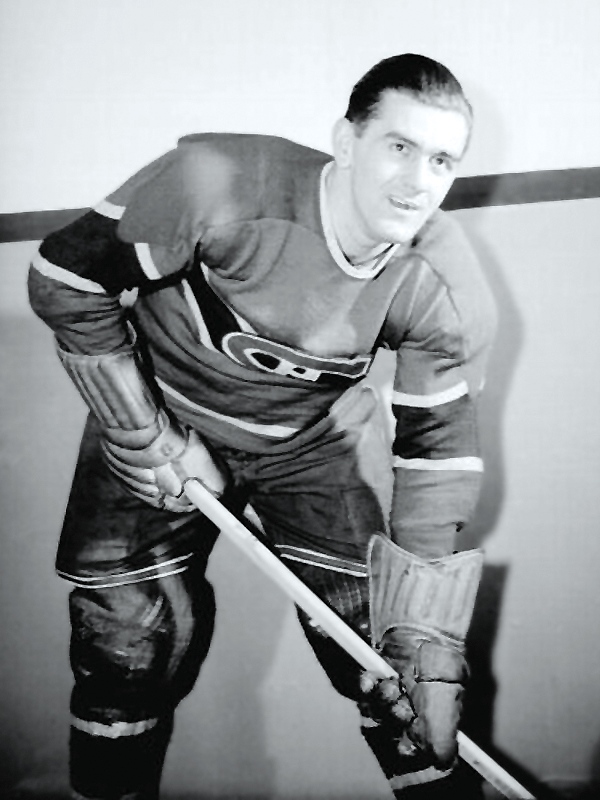
Maurice Richard en 1945.

- 1959 - Russ Jackson, football canadien (1)
- 1960 - Ron Stewart, football canadien
- 1961 - Bruce Kidd, athlétisme (1)
- 1962 - Bruce Kidd, athlétisme (2)
- 1963 - Gordie Howe, hockey sur glace
- 1964 - Bill Crothers, athlétisme
- 1965 - Bobby Hull, hockey sur glace (1)
- 1966 - Bobby Hull, hockey sur glace (2)
- 1967 - Ferguson Jenkins, baseball (1)
- 1968 - Ferguson Jenkins, baseball (2)
- 1969 - Russ Jackson, football canadien (2)
- 1970 - Bobby Orr, hockey sur glace

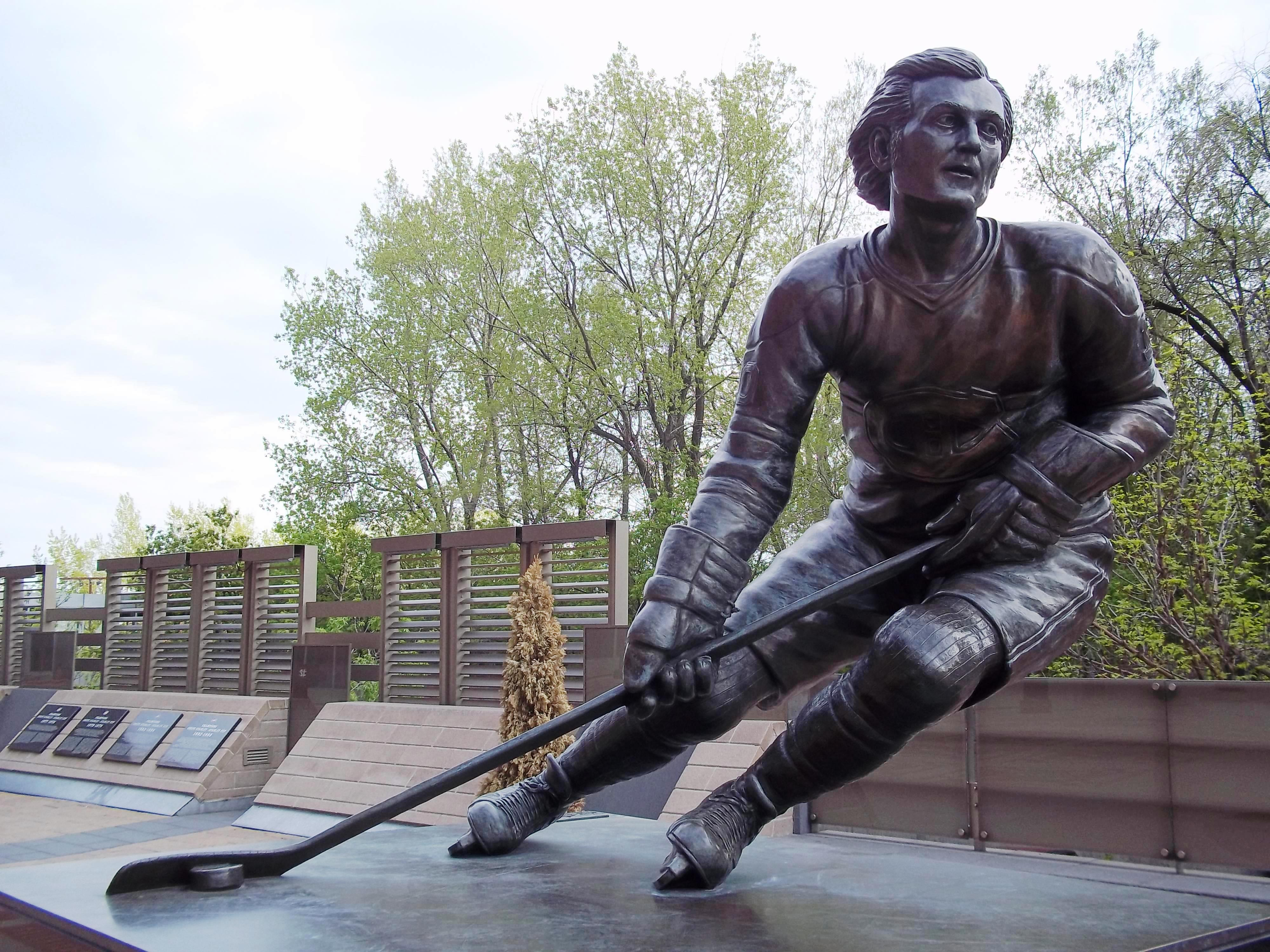
La statue de Guy Lafleur devant le Centre Bell.

- 1971 - Ferguson Jenkins, baseball (3)
- 1972 - Phil Esposito, hockey sur glace (1)
- 1973 - Phil Esposito, hockey sur glace (2)
- 1974 - Ferguson Jenkins, baseball (4)
- 1975 - Bobby Clarke, hockey sur glace
- 1976 - Greg Joy, athlétisme
- 1977 - Guy Lafleur, hockey sur glace
- 1978 - Graham Smith, natation
- 1979 - Gilles Villeneuve, course automobile

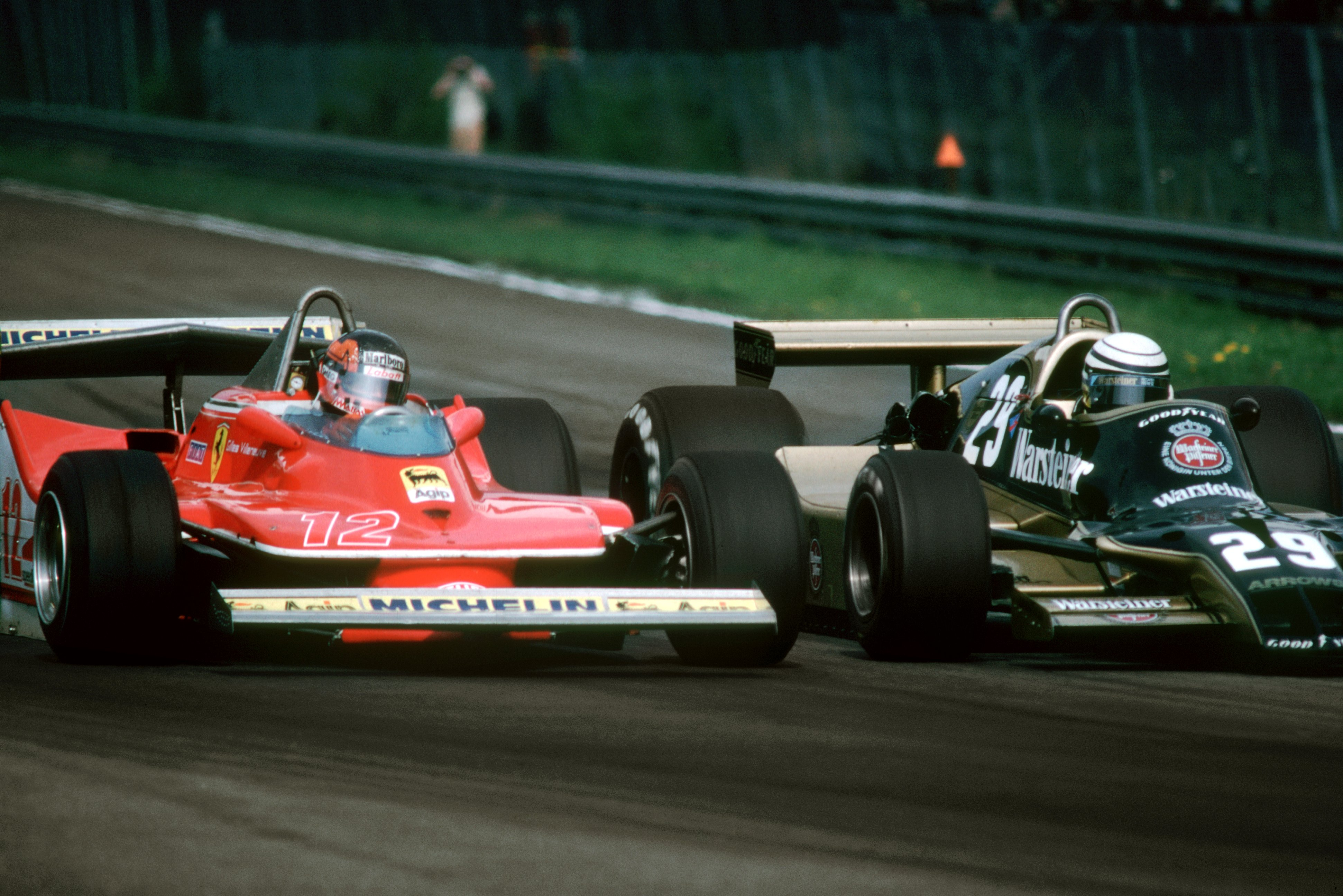
La Ferrari 312T5 de Gilles Villeneuve tentant de dépasser Riccardo Patrese le 13 mai 1979.

- 1980 - Wayne Gretzky, hockey sur glace (1)
- 1981 - Wayne Gretzky, hockey sur glace (2)
- 1982 - Wayne Gretzky, hockey sur glace (3)
- 1983 - Wayne Gretzky, hockey sur glace (4)
- 1984 - Alex Baumann, natation
- 1985 - Wayne Gretzky, hockey sur glace (5)
- 1986 - Ben Johnson, athlétisme (1)
- 1987 - Ben Johnson, athlétisme (2)
- 1988 - Mario Lemieux, hockey sur glace (1)
- 1989 - Wayne Gretzky, hockey sur glace (6)

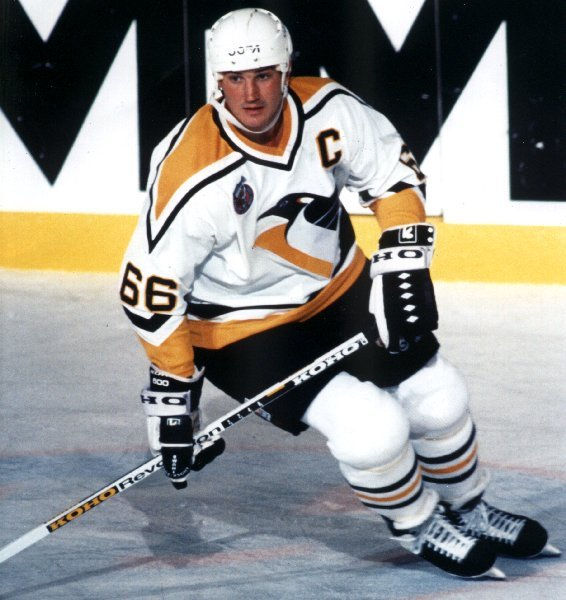
Mario Lemieux en 1992.

- 1990 - Kurt Browning, patinage artistique (1)
- 1991 - Kurt Browning, patinage artistique (2)
- 1992 - Mark Tewksbury, natation
- 1993 - Mario Lemieux, hockey sur glace (2)
- 1994 - Elvis Stojko, patinage artistique
- 1995 - Jacques Villeneuve, course automobile (1)
- 1996 - Donovan Bailey, athlétisme
- 1997 - Jacques Villeneuve, course automobile (2)
- 1998 - Larry Walker, baseball
- 1999 - Wayne Gretzky, hockey sur glace, athlète du siècle (7)

- 2000 - Mike Weir, golf (1)
- 2001 - Mike Weir, golf (2)

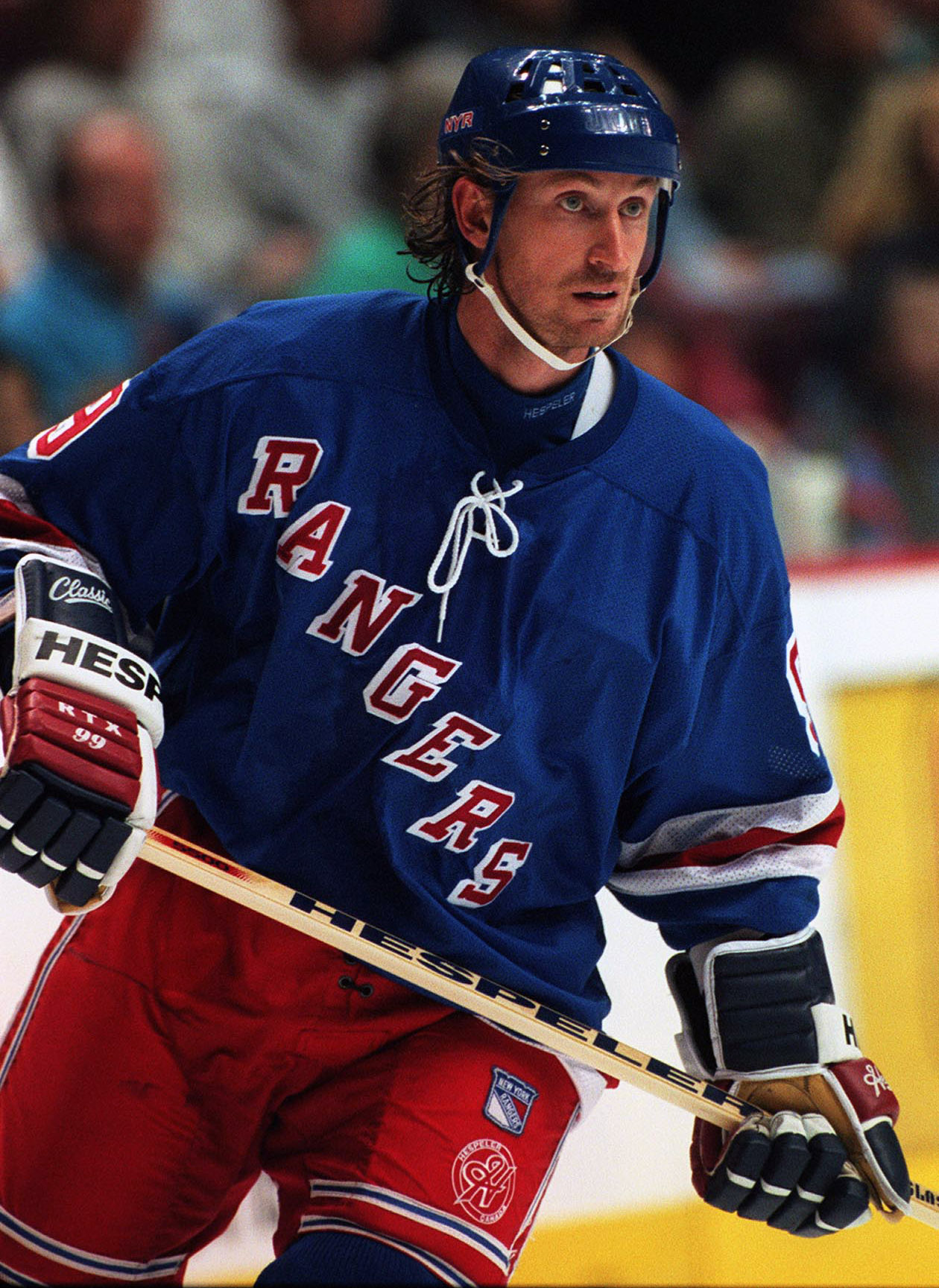
Wayne Gretzky s'est mérité 7 trophées Lionel-Conacher dont celui de l'athlète du siècle.

- 2002 - Steve Nash, basket-ball (1)
- 2003 - Mike Weir, golf (3)
- 2004 - Kyle Shewfelt, gymnastique
- 2005 - Steve Nash, basket-ball (2)
- 2006 - Steve Nash, basket-ball (3)
- 2007 - Sidney Crosby, hockey sur glace (1)
- 2008 - Justin Morneau, baseball
- 2009 - Sidney Crosby, hockey sur glace (2)
- 2010 - Sidney Crosby, hockey sur glace (3)
- 2011 - Patrick Chan, patinage artistique
- 2012 - Ryder Hesjedal, cyclisme
- 2013 - Milos Raonic, tennis (1)

- 2014 - Milos Raonic, tennis (2)

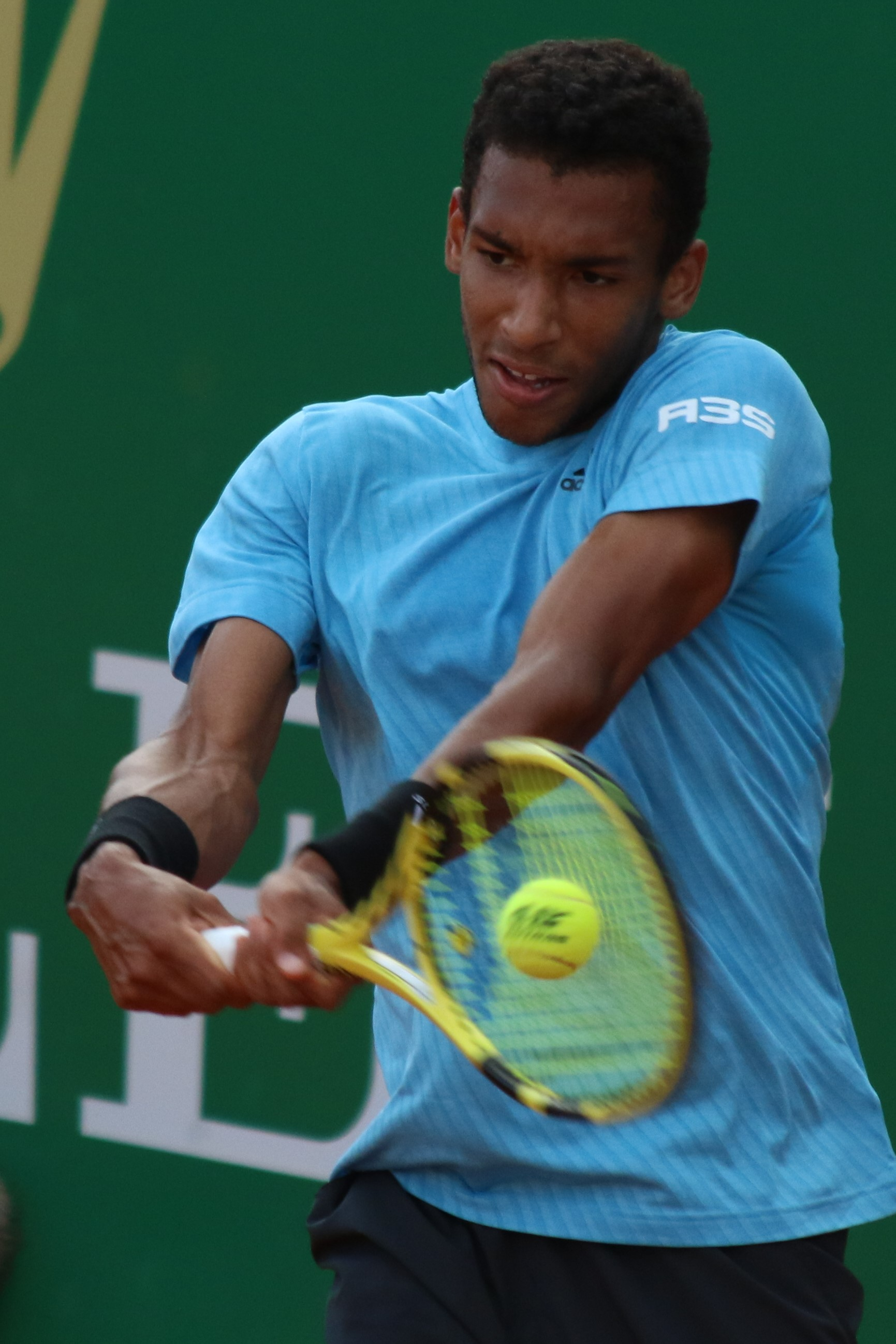
Félix Auger-Aliassime en 2022.

- 2015 - Carey Price, hockey sur glace
- 2016 - Andre De Grasse, athlétisme
- 2017 - Denis Shapovalov, tennis
- 2018 - Mikaël Kingsbury, ski acrobatique (1)
- 2019 - Mikaël Kingsbury, ski acrobatique (2)
- 2020 - Alphonso Davies, soccer
- 2021 - Damian Warner, athlétisme
- 2022 - Félix Auger-Aliassime, tennis[1]
- 2023 - Shai Gilgeous-Alexander, basket-ball[2]
- 2024 - Ethan Katzberg, lancer du marteau[3]